# Peñafiel
Peñafiel è un comune spagnolo di 5 191 abitanti situato nella comunità autonoma di Castiglia e León.
È bagnato del fiume Duratón che nel suo territorio si getta nelle acque del Duero.

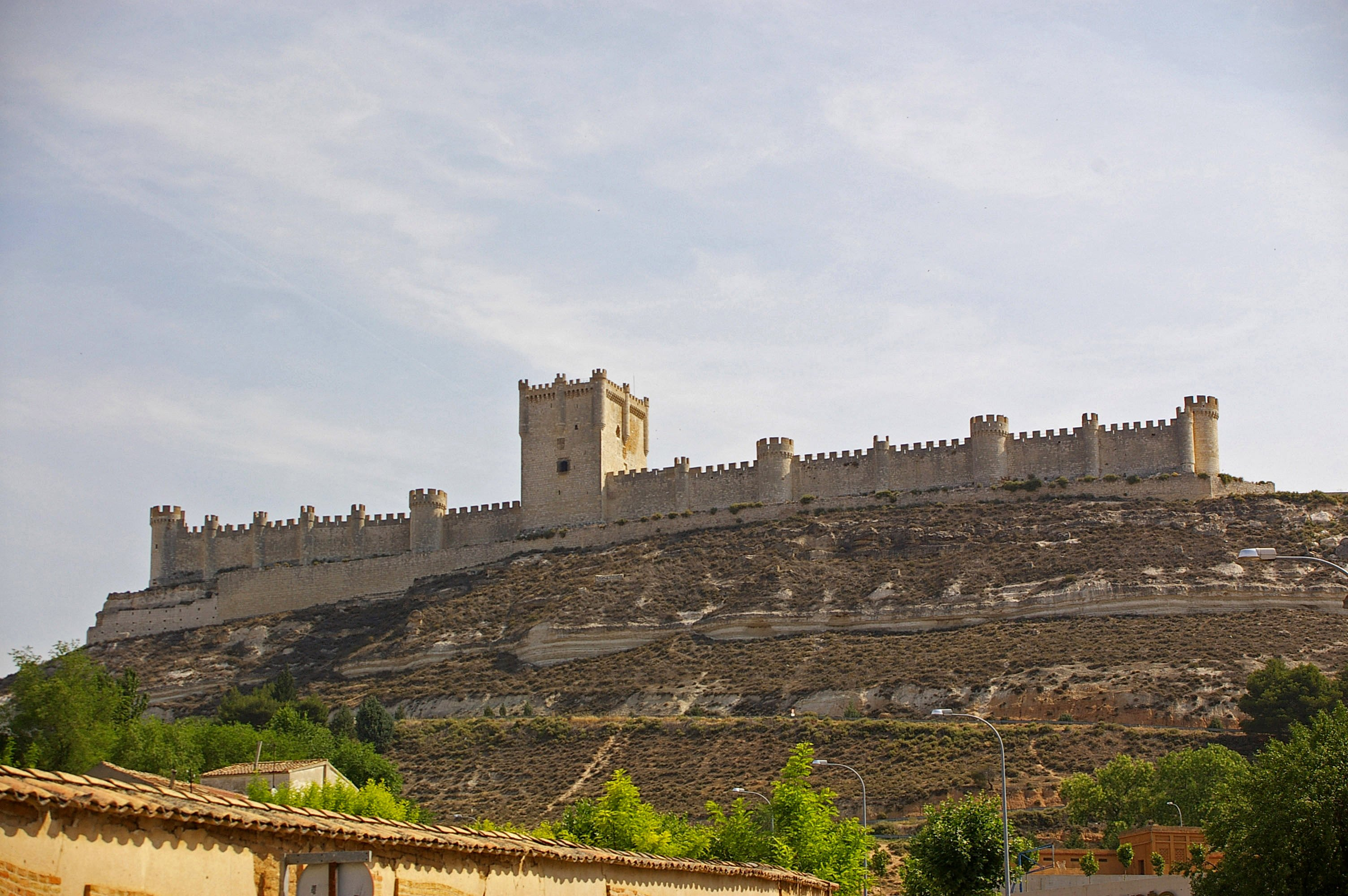
Il castello di Peñafiel